# Chloroamyloplast
Ein Chloroamyloplast ist eine Übergangsform zweier Plastiden. Es sind sich zu Amyloplasten entwickelnde Chloroplasten.
Diese synthetisieren und speichern bereits Stärke, während sie gleichzeitig noch photosynthetisch aktiv sind.